# Purpurmalar
Purpurmalar (Eriocraniidae) är en liten familj i insektsordningen fjärilar som förekommer i Europa, norra Asien och Nordamerika.
Purpurmalar är små fjärilar med ett vingspann på 8 till 16 millimeter. Framvingarna är långsmala och lite elliptiska till formen med en bred bård av fransar längs underkanten. Som regel är de spräckligt mönstrade och har en mer eller mindre metallisk lyster. Grundläggande färger är gyllenaktig, brons och purpuraktig. Bakvingarna liknar framvingarna, förutom att de är något mindre långsträckta och mer enfärgade. Antennerna är trådliknande. 
Larverna minerar i blad, främst på träd ur ordningen Fagales, som bok, ek, björk och hassel.
Släkten enligt Catalogue of Life:
- Catolbistis
- Dyseriocrania
- Electrocrania
- Eriocrania
- Eriocraniella
- Eriocranites
- Heringocrania
- Issikiocrania
- Neocrania